# Георги Вачев
Георги Вачев е български актьор и фотограф, понастоящем работи в България.
През 1998 г. завършва НАТФИЗ „Кръстьо Сарафов“ специалност актьорско майсторство за драматичен театър в класа на професор Надежда Сейкова.

## Театрални роли
- Сезон 2009–2010 ролите на Иван Илич Чердяков, Курятин, Полицай, Пьотр Семьонич, Початкин и Антоша във „Добрият Доктор“ от Нийл Саймън
- Сезон 2004–2005 ролята на Лизандър във „Сън в лятна нощ“ от Уилиам Шекспир
- Сезон 2003–2004 ролята на Ромео в „Ромео и Жулиета“, реж. Галин Стоев
- Сезон 2002–2003 ролята на Павле в „По-близки до земята“ от Желько Хубач — реж. Петър Кауков
- Сезон 2002–2003 ролята на Гусев в разказа „Гусев“, „Малки комедии“ от Антон Чехов — реж. Мариус Куркински
- Сезон 2001–2002 ролята на Бодков в „Bai Ganyo“ от Георги Данаилов, реж. Петър Кауков
- Сезон 2000–2001 ролята на клисаря в „Изкуството на комедията“ от Едуардо де Филипо, реж. Мариус Куркински
- Сезон 2000–2001 ролите на Валентин и Антонио в „Дванадесета нощ“ от У. Шекспир, реж. Петър Кауков
- Сезон 2000–2001 ролята на Емо в „Морска сол“ от Емил Бонев (гастрол в Драматичен театър Пазарджик)
- Сезон 1999–2000 ролята на Джо в „Дългото сбогуване“ от Тенеси Уилямс, реж. Петър Кауков
- Сезон 1999–2000 ролята на Петя Трофимов във „Вишнева градина“ от А. П. Чехов, реж. Любиша Георгиевски
- Сезон 1998–1999 ролята на Сам в мюзикъла „Бог е невинен“ от Мартин Карбовски, реж. Лео Капон
- Сезон 1998–1999 ролята на Ераст в „Любовна досада“ от Молиер, реж. Недялко Делчев

Има участие в чужбина през 2001 г. в болонския „Театри ди Вита“ в пиесата „EUDEMONICA“ по Йордан Радичков в ролята на Чир от „Ние, врабчетата“ (реж. Бруна Гамбарелли и Фебо Дел Цоцо).

## Филмография
- 2024 г. "Апостол - Един нежен рицар в Бруталия" - реж. Петър Русев . ролята на невролога
- 2019 г. "Доза щастие" реж. Яна Титова, ролята на Д-р Седефов
- 2010 г. „Изпуснати думи" реж. Радослав Гизгинджиев, ролята на Калоян
- 2005 г. „Патриархат“ (7-сер. тв), БНТ, реж. Дочо Боджаков – Федя Маразов
- 2001 г. „Изток-Запад“, реж. Режис Верние – (епизодична роля)

както и в телевизионни реклами.